# Röthelbach (Hummeltal)
Röthelbach ist ein Gemeindeteil der Gemeinde Hummeltal im Landkreis Bayreuth (Oberfranken, Bayern). Röthelbach liegt in der Gemarkung Creez.

## Geografie
Die Einöde liegt am Röthelbach, einem rechten Zufluss der Mistel. Ein Anliegerweg führt nach Creez zur Staatsstraße 2163 (0,3 km nordwestlich).

## Geschichte
Röthelbach wurde in der ersten Hälfte des 19. Jahrhunderts auf dem Gemeindegebiet von Creez gegründet. Am 1. April 1971 wurde Röthelbach im Zuge der Gebietsreform in Bayern in die Gemeinde Hummeltal eingegliedert.

### Einwohnerentwicklung
| Jahr      | 001861 | 001871 | 001885 | 001900 | 001925 | 001950 | 001961 | 001970 | 001987 | 002022 |
| Einwohner | *      | 7      | 7      | 4      | 4      | 9      | 4      | 5      | 4      | 2      |
| Häuser    |        |        | 1      | 1      | 1      | 1      | 1      |        | 1      |        |
| Quelle    | [ 8 ]  | [ 9 ]  | [ 10 ] | [ 11 ] | [ 12 ] | [ 13 ] | [ 14 ] | [ 15 ] | [ 16 ] | [ 1 ]  |

## Religion
Röthelbach ist evangelisch-lutherisch geprägt und war ursprünglich nach St. Bartholomäus (Mistelgau) gepfarrt. Seit der zweiten Hälfte des 20. Jahrhunderts ist die Pfarrei Friedenskirche (Hummeltal) zuständig.